# Cá mao tiên
Cá mao tiên, tên khoa học Pterois volitans, là một loài cá có gai độc thuộc họ Cá mù làn. Loài cá này sinh sống trong các rạn san hô. Trong tự nhiên chúng được tìm thấy trong khu vực Ấn Độ Dương-Thái Bình Dương, nhưng đã trở thành một vấn đề rất lớn xâm lấn ở vùng biển Caribbean và dọc theo bờ biển phía Đông của Hoa Kỳ, cùng với một loài tương tự, Pterois miles.

## Hình ảnh

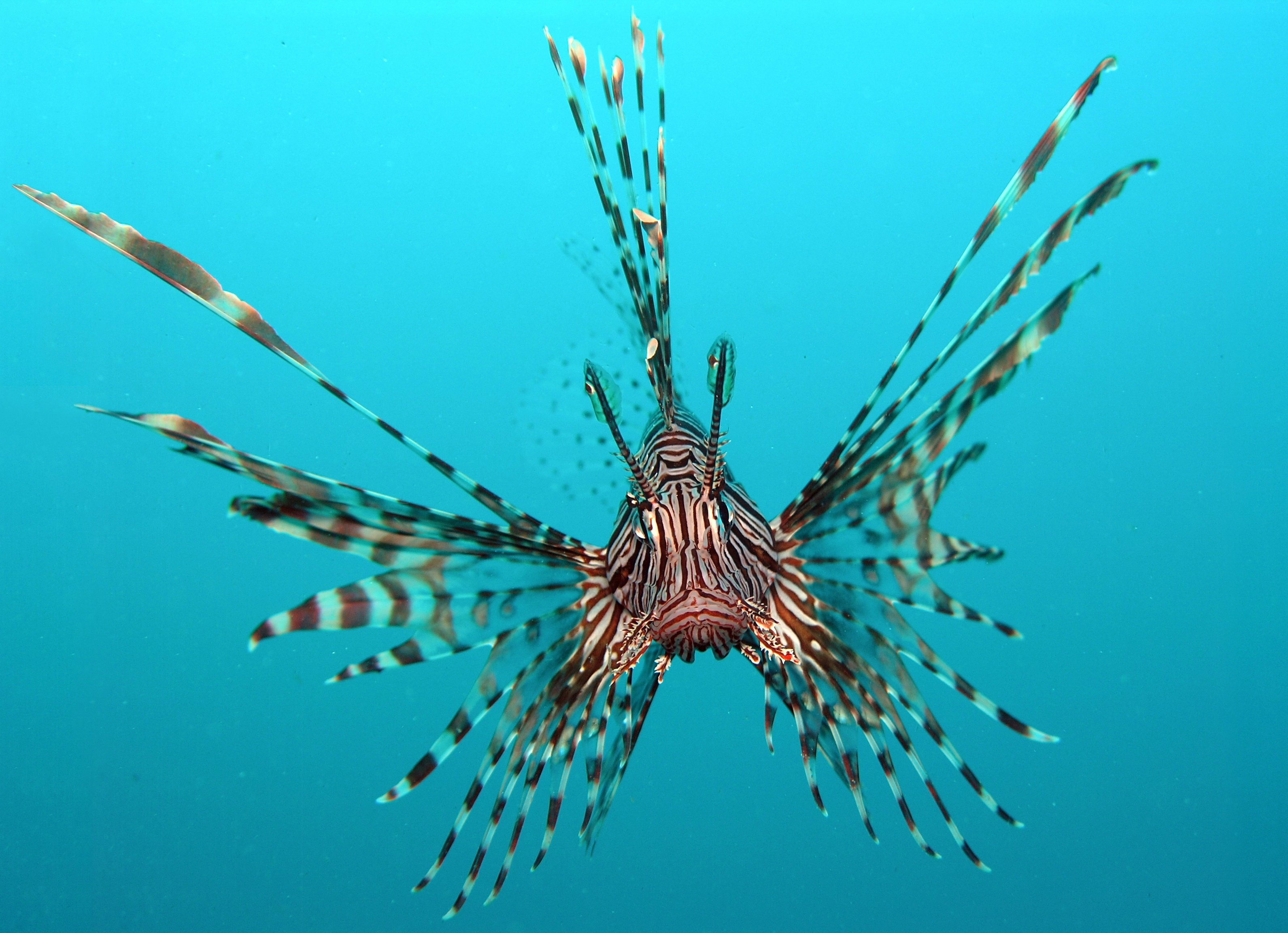
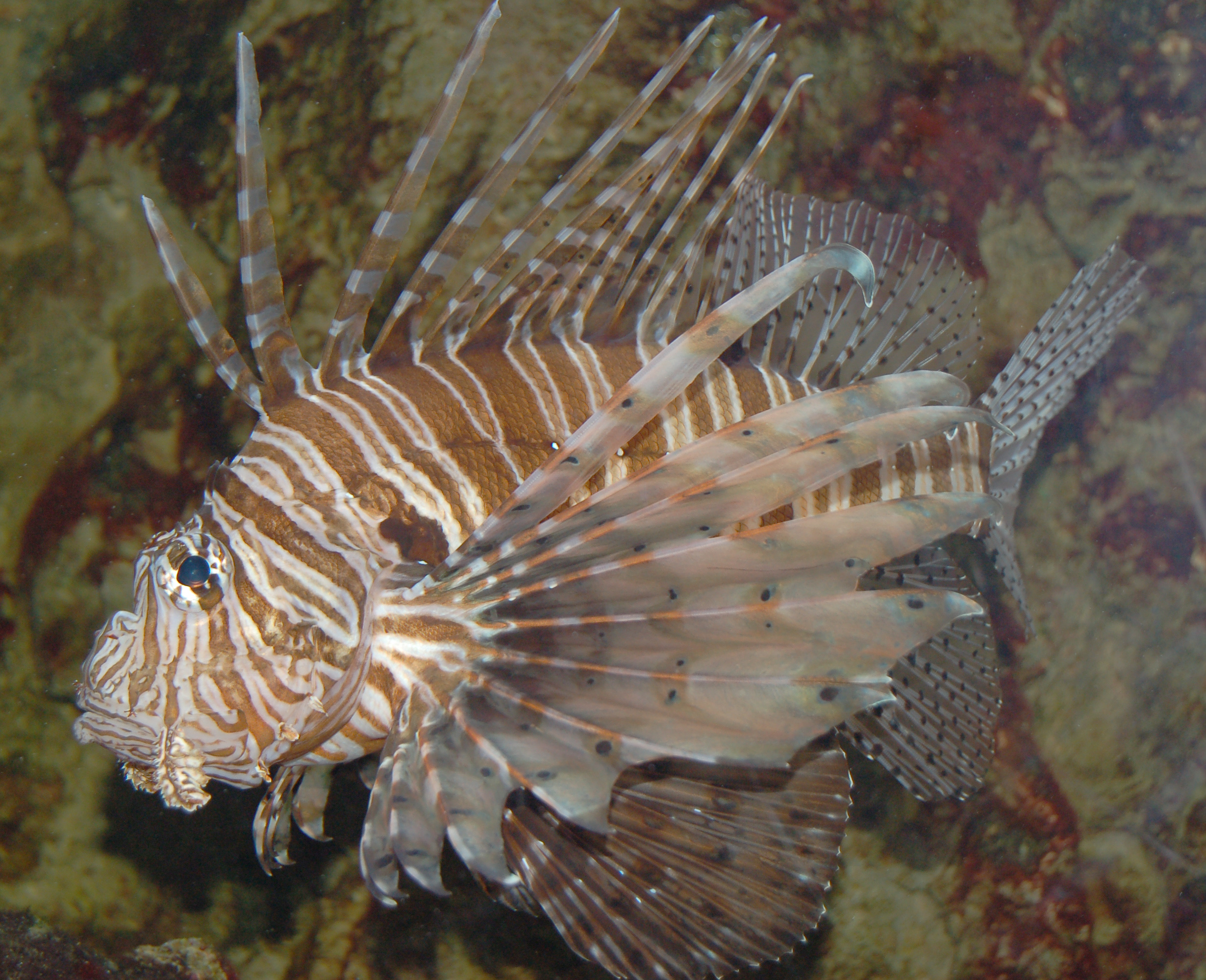
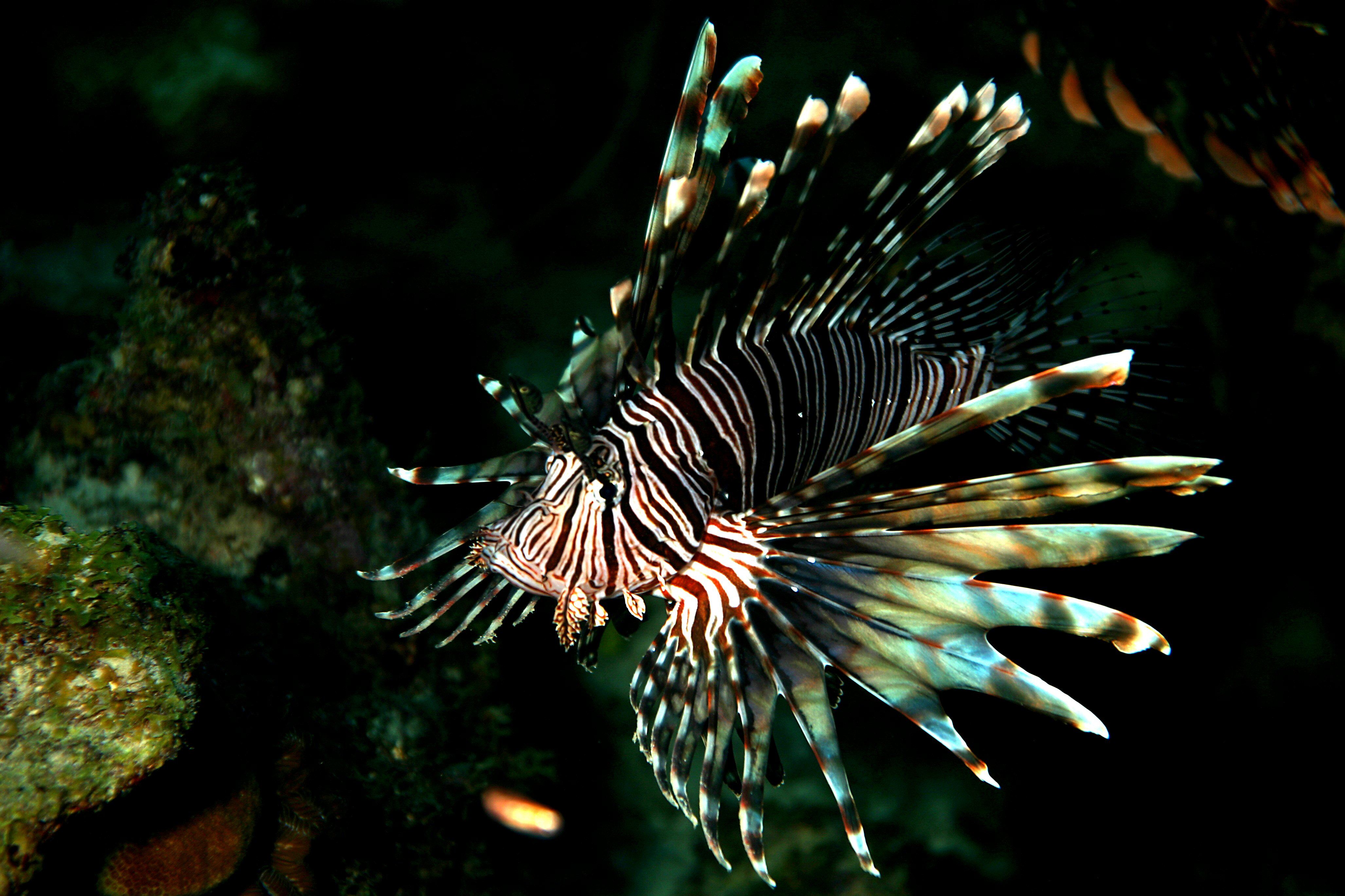
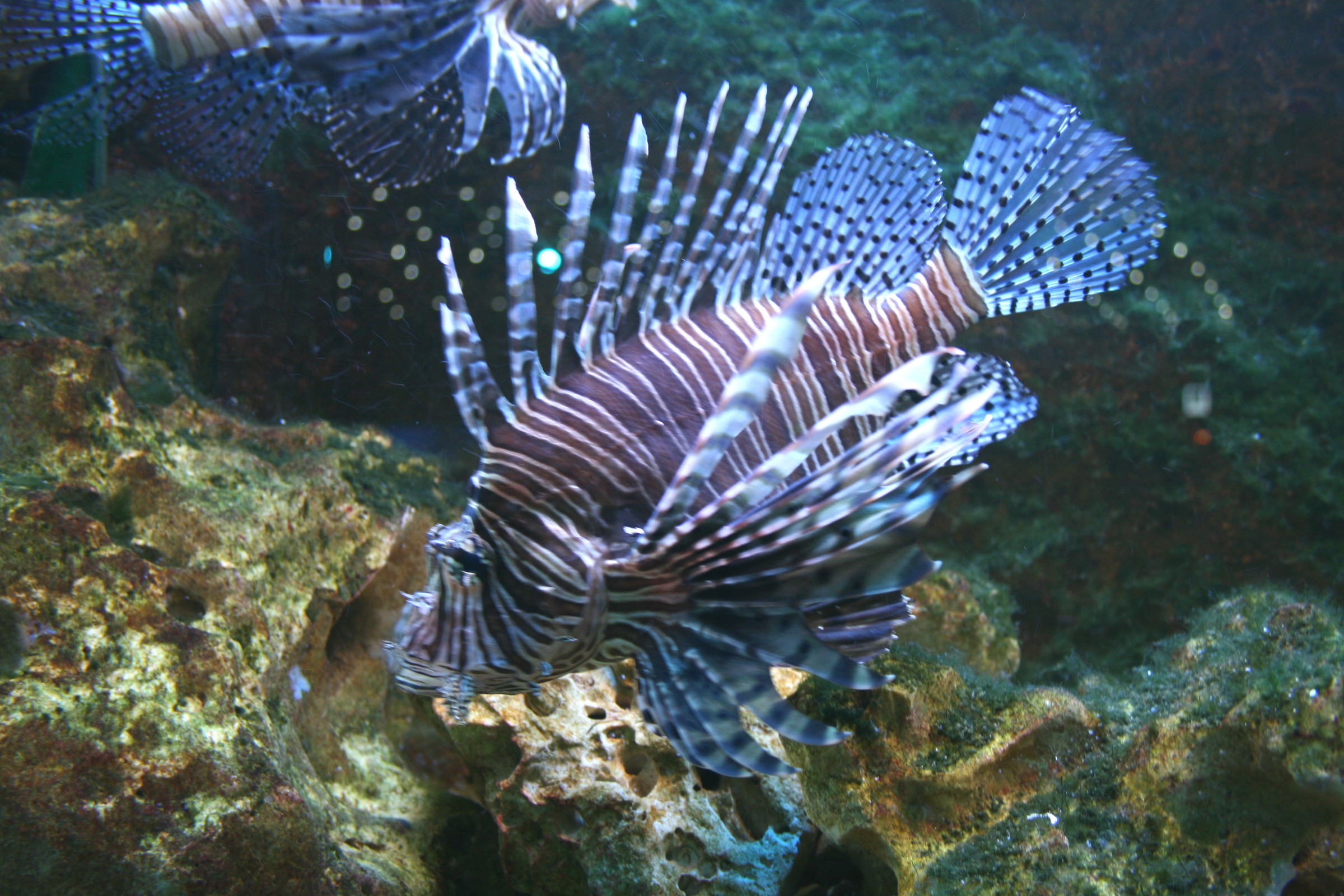
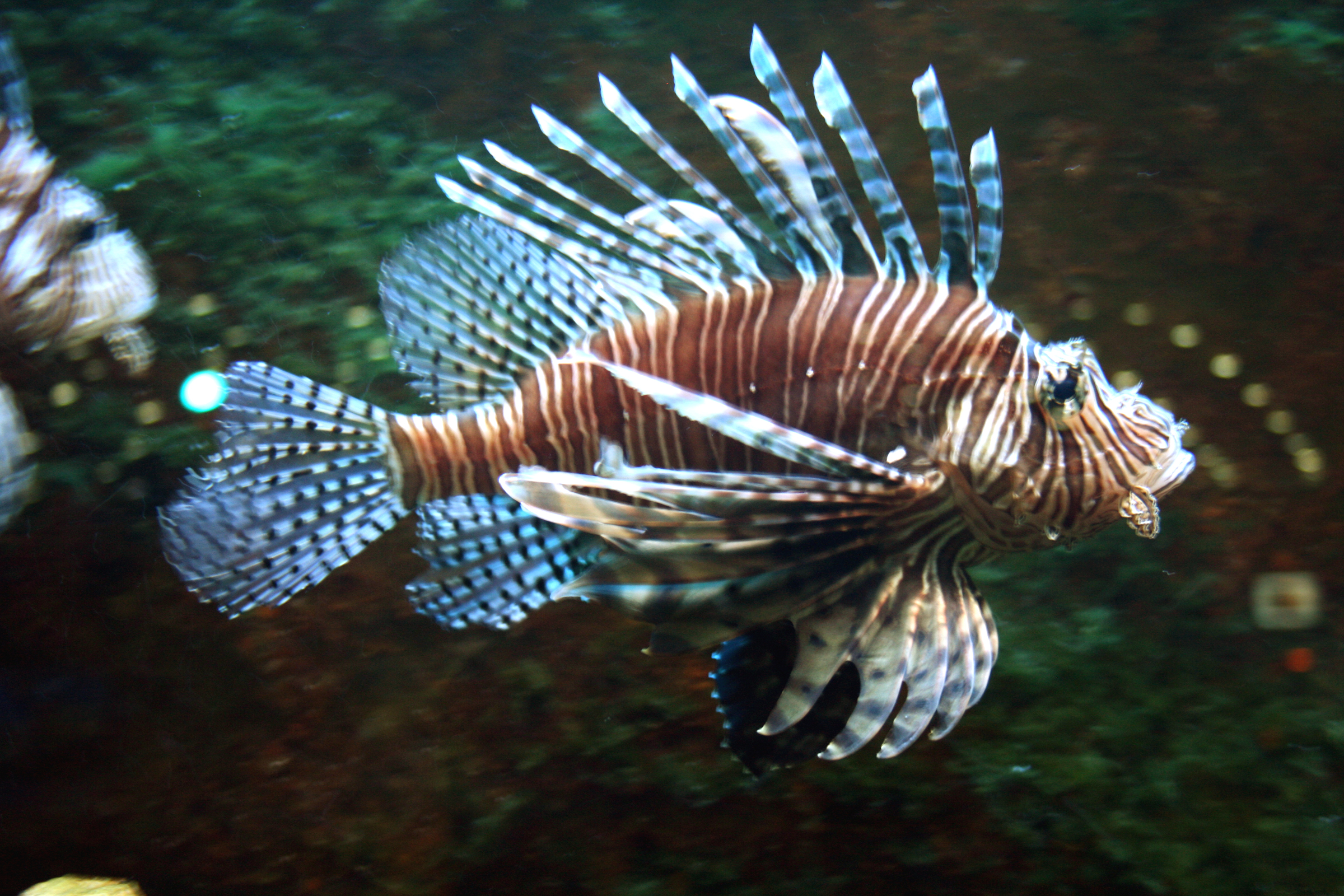
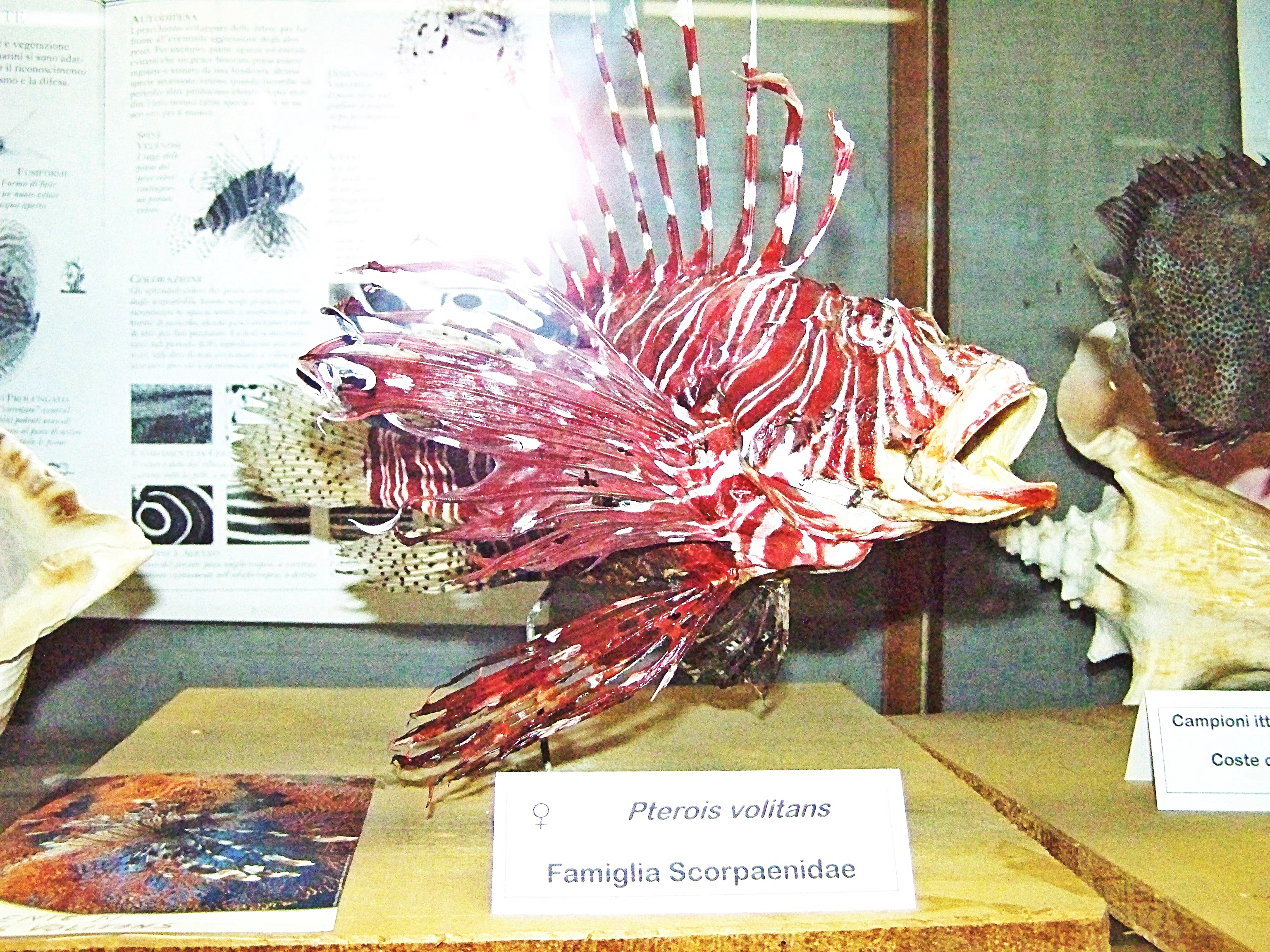

## Mô tả
Cá mao tiên có sọc trắng xen kẽ với màu đỏ, nâu, hoặc màu nâu. Con trưởng thành có thể dài đến 43 cm, trong khi con chưa thành niên có thể ngắn hơn 1 inch (2,5 cm). Chúng có thể sống đến 10 năm. Nó có gai độc lớn, nhô ra từ cơ thể như bờm sư tử. Các gai độc làm cho cá không ăn được hoặc ngăn chặn hầu hết các kẻ thù tiềm năng. Cá mao tiên sinh sản hàng tháng và có thể nhanh chóng phân tán trong giai đoạn ấu trùng của chúng khiến cho việc mở rộng của khu vực xâm lấn của chúng nhanh chóng. Không có kẻ thù dứt khoát của cá mao tiên, và nhiều tổ chức đang thúc đẩy việc thu hoạch và tiêu thụ cá mao tiên trong nỗ lực để ngăn chặn sự gia tăng hơn nữa trong các mật độ dân số đã cao.